# Anthidium septemspinosum
Anthidium septemspinosum es una especie de abeja del género Anthidium, familia Megachilidae. Fue descrita científicamente por Lepeletier en 1841.

## Distribución geográfica
Esta especie habita en el continente europeo y en el norte de Asia (excepto China), también en Asia meridional.